# Glyphesis scopulifer
Glyphesis scopulifer là một loài nhện trong họ Linyphiidae.
Loài này thuộc chi Glyphesis. Glyphesis scopulifer được James Henry Emerton miêu tả năm 1882.